# Instytut Przemysłu Skórzanego
Instytut Przemysłu Skórzanego – jednostka organizacyjna Ministra Przemysłu Lekkiego istniejąca w latach 1951–2007, powołana w celu prowadzenia badań naukowych i rozwojowych w zakresie obuwnictwa i futrzarstwa.

## Powołanie Instytutu
Na podstawie zarządzenie Ministra Przemysłu Lekkiego z 1951 r. w sprawie utworzenia Instytutu Przemysłu Skórzanego ustanowiono Instytut. Nadzór na Instytutem sprawuje minister właściwy do sprawa gospodarki.

## Przedmiot działania Instytutu
Na podstawie rozporządzenie Ministra Gospodarki z 2007 r. w sprawie połączenie Instytutu Przemysłu Skórzanego oraz Centralnego Laboratorium Przemysłu Obuwniczego przedmiotem działania Instytutu było:
- prowadzenie badan naukowych oraz prac rozwojowych w zakresie wyprawiania skór, futrzarstwa, obuwnictwa, a także innowacyjnych materiałów i tworzyw wykorzystywanych w przemyśle wyrobów skórzanych i obuwnictwie oraz przystosowanie ich wyników do wdrażania w praktyce,
- wykonywanie analiz i ocen oraz pozostałych usług badawczych i eksperckich, w zakresie bezpieczeństwa, funkcjonalności, jakości użytkowej oraz właściwości ekologicznych obuwia i wyrobów skórzanych,
- prowadzenie działalności wspomagającej badania, w szczególności w zakresie informacji naukowej, technicznej i ekonomicznej, wynalazczości i ochrony własności intelektualnej, normalizacji i szkoleń,
- prowadzenie współpracy z krajowymi i zagranicznymi jednostkami naukowo-badawczymi, stowarzyszeniami i pozostałymi instytucjami,
- prowadzenie innej działalności gospodarczej i usługowej.

## Sieć Badawcza Łukasiewicza
Na podstawie ustawy z 2019 r. Sieć Badawcza Łukasiewicz – Instytut stał się jednostką naukowo-badawczą Sieci.
Do zakresu działalności Instytutu należy:
- prowadzenie badań naukowych i prac rozwojowych w zakresie garbarstwa, obuwnictwa i futrzarstwa, a także innowacyjnych materiałów i tworzyw wykorzystywanych w przemyśle wyrobów skórzanych i w obuwnictwie,
- przystosowanie wyników badań naukowych i prac rozwojowych do potrzeb praktyki,
- wdrażanie wyników badań naukowych i prac rozwojowych w dziedzinie nauk przyrodniczych i technicznych.